# عمران بات
عمران بات (انگلیسی: Imran Butt؛ زادهٔ ۱۶ ژوئیهٔ ۱۹۸۸) بازیکن هاکی روی چمن اهل پاکستان است